# مسابقات قهرمانی فوتبال جوانان آمریکای جنوبی
مسابقات قهرمانی فوتبال جوانان آمریکای جنوبی مسابقات فوتبال تیم‌های ملی زیر ۲۰ سال کشورهای آمریکای جنوبی است که توسط کونمبول برگزار می‌شود.

## قهرمانی بر پایه کشور
| تیم      | قهرمانی                                                                     | نایب قهرمانی                                 | مقام سوم                                            | مقام چهارم                             |
| -------- | --------------------------------------------------------------------------- | -------------------------------------------- | --------------------------------------------------- | -------------------------------------- |
| برزیل    | ۱۲ (۱۹۷۴, ۱۹۸۳, ۱۹۸۵, ۱۹۸۸, ۱۹۹۱, ۱۹۹۲, ۱۹۹۵, ۲۰۰۱, ۲۰۰۷, ۲۰۰۹, ۲۰۱۱, ۲۰۲۳) | ۷ (۱۹۵۴, ۱۹۷۷, ۱۹۸۱, ۱۹۸۷, ۱۹۹۷, ۲۰۰۳, ۲۰۰۵) | ۳ (۱۹۵۸, ۱۹۶۷, ۱۹۹۹)                                | ۲ (۱۹۷۹, ۲۰۱۵)                         |
| اروگوئه  | ۸ (۱۹۵۴, ۱۹۵۸, ۱۹۶۴, ۱۹۷۵, ۱۹۷۷, ۱۹۷۹*, ۱۹۸۱, ۲۰۱۷)                         | ۶ (۱۹۷۱, ۱۹۷۴, ۱۹۸۳, ۱۹۹۲, ۱۹۹۹, ۲۰۱۱)       | ۵ (۱۹۹۱, ۲۰۰۷, ۲۰۰۹, ۲۰۱۳, ۲۰۱۵*)                   | ۳ (۱۹۸۵, ۱۹۸۷, ۱۹۹۷)                   |
| آرژانتین | ۵ (۱۹۶۷, ۱۹۹۷*, ۱۹۹۹, ۲۰۰۳, ۲۰۱۵)                                           | ۶ (۱۹۵۸, ۱۹۷۹, ۱۹۹۱, ۱۹۹۵, ۲۰۰۱, ۲۰۰۷)       | ۸ (۱۹۷۱, ۱۹۷۵, ۱۹۸۱, ۱۹۸۳, ۱۹۸۷, ۱۹۸۸*, ۲۰۰۵, ۲۰۱۱) | ۲ (۱۹۷۴, ۲۰۱۷)                         |
| کلمبیا   | ۳ (۱۹۸۷*, ۲۰۰۵*, ۲۰۱۳)                                                      | ۲ (۱۹۸۸, ۲۰۱۵)                               | ۳ (۱۹۶۴*, ۱۹۸۵, ۱۹۹۲*)                              | ۱ (۲۰۰۳)                               |
| پاراگوئه | ۱ (۱۹۷۱*)                                                                   | ۵ (۱۹۶۴, ۱۹۶۷*, ۱۹۸۵*, ۲۰۰۹, ۲۰۱۳)           | ۶ (۱۹۷۴, ۱۹۷۷, ۱۹۷۹, ۱۹۹۷, ۲۰۰۱, ۲۰۰۳)              | ۳ (۱۹۸۸, ۱۹۹۱, ۱۹۹۹)                   |
| شیلی     |                                                                             | ۱ (۱۹۷۵)                                     | ۱ (۱۹۹۵)                                            | ۶ (۱۹۶۴, ۱۹۷۷, ۲۰۰۱, ۲۰۰۵, ۲۰۰۷, ۲۰۱۳) |
| اکوادور  | ۱ (۲۰۱۹)                                                                    | ۱ (۲۰۱۷*)                                    |                                                     | ۳ (۱۹۹۲, ۱۹۹۵, ۲۰۱۱)                   |
| پرو      |                                                                             |                                              | ۲ (۱۹۶۷, ۱۹۷۱)                                      | ۳ (۱۹۵۴, ۱۹۵۸, ۱۹۷۵*)                  |
| ونزوئلا  |                                                                             |                                              | ۲ (۱۹۵۴*, ۲۰۱۷)                                     | ۱ (۲۰۰۹*)                              |
| بولیوی   |                                                                             |                                              |                                                     | ۲ (۱۹۸۱, ۱۹۸۳*)                        |

* = As hosts